# 호세 마누엘 플로레스
호세 마누엘 플로레스 모리노(스페인어: José Manuel Flores Moreno, 1987년 3월 6일 ~ )는 치코(Chico) 또는 치코 플로레스(Chico Flores)라고 불리는 스페인의 전 축구 선수이다. 현역 시절 포지션은 센터백이었다.